# Perigea chiuna
Perigea chiuna är en fjärilsart som beskrevs av William Schaus 1933. Perigea chiuna ingår i släktet Perigea och familjen nattflyn. Inga underarter finns listade i Catalogue of Life.